# Saint-Laurent-la-Gâtine
Saint-Laurent-la-Gâtine ist eine französische Gemeinde mit 463 Einwohnern (Stand: 1. Januar 2022) im Département Eure-et-Loir in der Region Centre-Val de Loire; sie gehört zum Arrondissement Dreux und zum Kanton Épernon. 

## Geographie
Saint-Laurent-la-Gâtine liegt etwa 24 Kilometer nordnordwestlich von Chartres. Umgeben wird Saint-Laurent-la-Gâtine von den Nachbargemeinden Boutigny-Prouais im Norden und Nordosten, Les Pinthières im Nordosten und Osten, Faverolles im Osten und Südosten, Coulombs im Süden, Bréchamps im Süden und Südwesten, Croisilles im Westen sowie Ouerre im Nordwesten.

## Bevölkerungsentwicklung
| Jahr                       | 1962 | 1968 | 1975 | 1982 | 1990 | 1999 | 2006 | 2020 |
| Einwohner                  | 227  | 218  | 222  | 258  | 347  | 401  | 446  | 448  |
| Quellen: Cassini und INSEE |      |      |      |      |      |      |      |      |

## Sehenswürdigkeiten

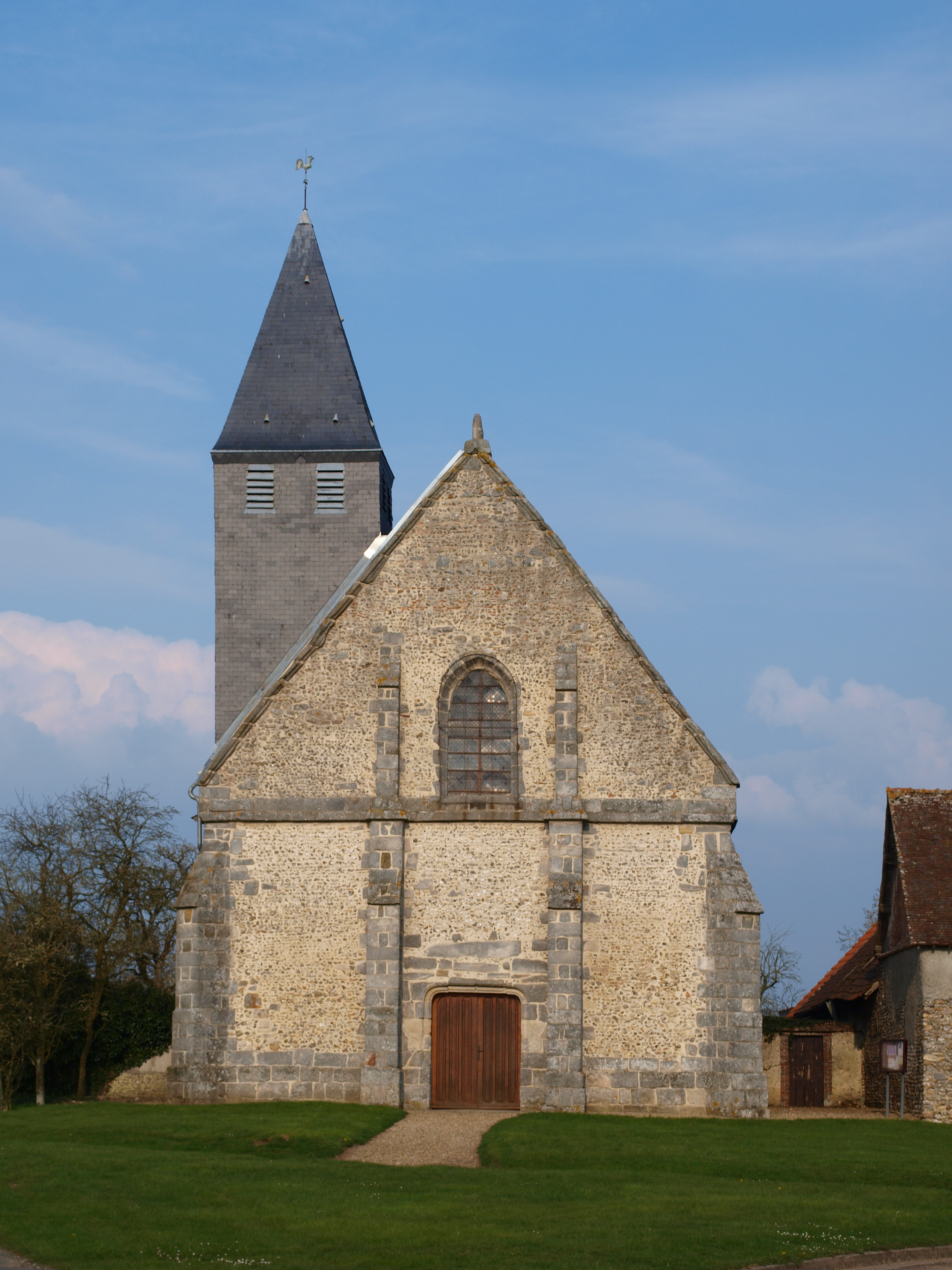
Kirche Saint-Laurent

- Kirche Saint-Laurent